# Parathyma retina
Parathyma retina är en fjärilsart som beskrevs av Hans Fruhstorfer 1906. Parathyma retina ingår i släktet Parathyma och familjen praktfjärilar. Inga underarter finns listade i Catalogue of Life.